# Andronic Ier Gidos
Pour les articles homonymes, voir Andronic.
Andronic Ier Gidos (en grec : Ανδρόνικος Αʹ Γίδος) fut empereur de Trébizonde de 1222 à 1235.

## Origines et mariage
La famille Gidos apparaît brièvement dans l'histoire byzantine aux XIIe et XIIIe siècles. Son origine est incertaine mais une hypothèse est que la famille serait d'origine latine, et que le nom serait la forme hellénisée du nom italien Guido. Il est possible qu'ils descendent de Guy de Hauteville fils de Robert Guiscard conquérant de la Sicile et du Sud de l'Italie, qui défit l'empereur byzantin Alexis Ier Comnène, entra à son service et peut-être épousa un membre de la famille impériale.
À l'exception du grand domestique Alexis Gidos qui vécut au XIIe siècle, le plus éminent des Gidos est Andronic Gidos, un général de l'empereur de Nicée Théodore Ier Laskaris, qui défit les alliés latins de David Comnène (cofondateur avec son frère Alexis de l'empire de Trébizonde) en 1206. Finlay proposa d'identifier ce général à l'empereur de Trébizonde, hypothèse adoptée par de nombreux historiens. D'après Bryer, "Le nom Gidos (Gidon) est suffisamment rare pour que l'hypothèse soit plausible, même si "Gidos" devenait progressivement un titre en soi dans la région pontique, synonyme de « gardien. »
À la mort de l'empereur Alexis, l'Empire passa sous le contrôle d'Andronic, au détriment du fils aîné Jean. Les événements ayant amené Andronic au pouvoir ne sont pas connues. Peut-être que la succession héréditaire n'était pas encore une pratique commune à Trébizonde à cette époque. Même si William Miller suppose que Jean n'ait pas été assez âgé pour régner, une source contemporaine atteste que plusieurs fils étaient assez âgés pour gouverner : durant le siège de Sinope d'après Ibn Bibi, quand Kay Kâwus Ier menaça de tuer Alexis qu'il avait fait prisonnier, si la ville ne se rendait pas, les habitants répondirent qu'« il avait des fils à Trébizonde capables de gouverner. Nous élirons l'un d'eux et nous ne livrerons pas le pays aux Turcs. »
Andronic épousa une fille d'Alexis Ier dont le nom est inconnu. Miller décrit Andronic Gidos comme « un homme avisé ayant une grande expérience de la guerre. » Cette expérience servit le tout jeune état face lors de l'attaque dangereuse de la capitale en 1224.

## Les Seldjoukides
Les Turcs seldjoukides occupèrent Soudak en Crimée et y construisirent une forteresse entre 1221 et 1223. En 1223, le gouverneur seldjoukide de Sinope envoie des navires attaquer la côte de la Crimée appartenant à Trébizonde (dont la ville de Perateia) avec comme but de diversifier son commerce par l'obtention de ce port. Pendant ce temps, un navire transportant le tribut annuel de Perateia, avec l'archonte de la province et certains notables de Cherson est conduit, du fait d'une tempête, vers Sinope. En violation du traité signé avec Andronic, le gouverneur de la cité s'empare du vaisseau, de sa cargaison, de ses passagers et de son équipage. De plus, il envoie une flotte piller Perateia. Andronic rassemble alors une flotte et la disperse autour de Sinope. La flotte pille le port et tue ou capture les équipages qui y sont présents. Elle secourt l'archonte et récupère le navire ainsi que l'argent du navire capturé par les Turcs. De même, le butin de Cherson est récupéré par la flotte de Trébizonde.
En représailles, le sultan Kay Kâwus Ier marche sur Trébizonde. Andronic rassemble alors son armée et fortifie les passes menant à la ville. L'empereur inflige de terribles pertes à l'avant-garde de l'armée du sultan avant de se retirer à l'abri des murs de Trébizonde estimés imprenables. Le sultan installe son camp près du monastère de Saint-Eugène, met le feu aux habitations situées en dehors des murs et inspecte les remparts de la cité. Il décide d'ordonner une attaque maritime.  Une série d'attaques et de contre-attaques (ponctuée par l'action d'une ambassade seldjoukide en train de montrer ses larges provisions aux défenseurs des murs) se termine par une tentative de détruire les murailles la nuit. La dernière attaque échoue lorsqu'un orage suivi d'une pluie torrentielle détruit la cohésion des assiégeants. La plupart tentent de s'échapper à travers les falaises et les ravins tandis que d'autres sont noyés par les inondations.
Kay Kâwus est alors fait prisonnier et il est reçu par Andronic Ier. Un pacte est conclu entre les deux souverains qui supprime le lien de vassalité liant Trébizonde à Iconium (la capitale du sultanat de Roum). Par conséquent, l'empire de Trébizonde n'est plus contraint d'envoyer des troupes aux Seldjoukides ou de leur payer un tribut. Kay Kâwus, surprit par la modération dont fait preuve à son égard Andronic Ier, s'acquitte plus que ne le prévoit le traité en envoyant un tribut annuel de chevaux arabes à Andronic ainsi que de l'argent au monastère de Saint-Eugène.

## Culte de saint Eugène
Le siège de 1224 est la source de deux légendes sur le culte de saint Eugène. Apeurés par l'armée seldjoukide, certains habitants de Trébizonde se réfugient dans les sanctuaires de Panagia Chrysoképhalos et de Saint-Eugène. Dans la première légende expliquée par Jean Lazaropoulos, qui fut métropolite de Trébizonde dans la seconde moitié du XIIIe siècle, saint Eugène se venge de la profanation que son monastère a subi par l'armée de Kay Kâwus Ier en se faisant passer pour le maire de Trébizonde. Il offre alors les clés de la cité au sultan, prétextant vouloir sauver la population qui souffre de famines. Les astrologues chassent tout soupçon de l'esprit de Kay Kâwus Ier en lui affirmant que la prise de la cité est inscrite dans les étoiles. Dans la seconde légende, Kay Kâwus est capturé par des montagnards alors qu'il s'enfuit. 150 ans plus tard, un monument est érigé à l'endroit où il fut capturé. Les deux légendes insistent sur la volonté du sultan de détruire les églises, pratique cependant peu courante chez les Seldjoukides. 

## Les Khwârezm-Shahs et les Mongols
L'indépendance de Trébizonde dure seulement jusqu'à aux années 1230. Jalal ad-Din, le sultan de Khwarezm envahit l'Anatolie, défiant directement le sultanat de Roum. Jalal-ad-din, qui a conquis la Géorgie dans les années 1220, est à cette date à la tête d'un État voisin de l'empire de Trébizonde. Andronic rejette toute idée de neutralité et contracte une alliance avec les Khwârezm-Shahs. Il soutient leur guerre contre les Seldjoukides. Cependant, un grand nombre de soldats de Jalal-ad-din se réfugient à Trébizonde après leur défaite à Akhlat en 1230.
L'alliance avec Jalal-ad-din a d'importantes conséquences pour l'empire de Trébizonde qui perd les privilèges gagnés à la suite du traité signé en 1224. De nouveau, l'empire devient un vassal du sultanat seldjoukide. Vers 1240, Vincent de Beauvais affirme que les empereurs de Trébizonde doivent envoyer 1 000 hommes au sultan pour l'assister dans sa bataille contre les Khwârezm-Shahs.
De plus, les Mongols occupent une grande partie de la Géorgie, de l'Ibérie et Lazique qui étaient auparavant des territoires vassaux de l'empire de Trébizonde. Dès lors, David VI Narin réussit à se débarrasser de la tutelle grecque et fonde le royaume d'Iméréthie.